# Plagiochila meghalayensis
Plagiochila meghalayensis là một loài rêu trong họ Plagiochilaceae. Loài này được K. K. Rawat & S.C. Srivast. mô tả khoa học đầu tiên năm 2005.